# Nothofagus pumilio
Nothofagus pumilio (Poepp. & Endl.) Krasser è un albero deciduo appartenente alla famiglia Nothofagaceae, nativo del Sudamerica.È una pianta che si rigenera facilmente dopo gli incendi e ha un legno di buona qualità, facile da lavorare, così che viene utilizzato per costruire mobili.

## Nomi
Nothofagus pumilio, secondo l'accurata descrizione di Lucas Bridges, che visse nella Terra del Fuoco per quarant'anni, aveva molti nomi comuni: "faggio nano deciduo", "kuturn" (nome yamana) e "kicharrn" (nome selknam).

## Distribuzione
Proviene dalle Ande, dal Cile, dall'Argentina e dalla Terra del Fuoco. Vive a tutte le altitudini comprese tra il livello del mare ed il limite degli alberi, ma ad alte quote si presenta come un arbusto, e predilige comunque aree umide tra 500 e 2.000 m di quota. È comune a Capo Horn, nel Parco nazionale Torres del Paine, nel Parco nazionale Terra del Fuoco, in quello di Nahue Huapi e di Los Alerces, fino all'Isola Navarino.
Spesso vive in aree con basse temperature, ricche di neve, tollera temperature anche inferiori a -30 °C e gelate durante tutte le stagioni. La sua diffusione è stata ridotta da un parassita del genere Misodendron.
Bridges scrive che, nella Terra del Fuoco, cresce sia nei terreni secchi sia in quelli paludosi, aggiungendo che resta senza foglie per ben sette mesi l'anno.

## Descrizione

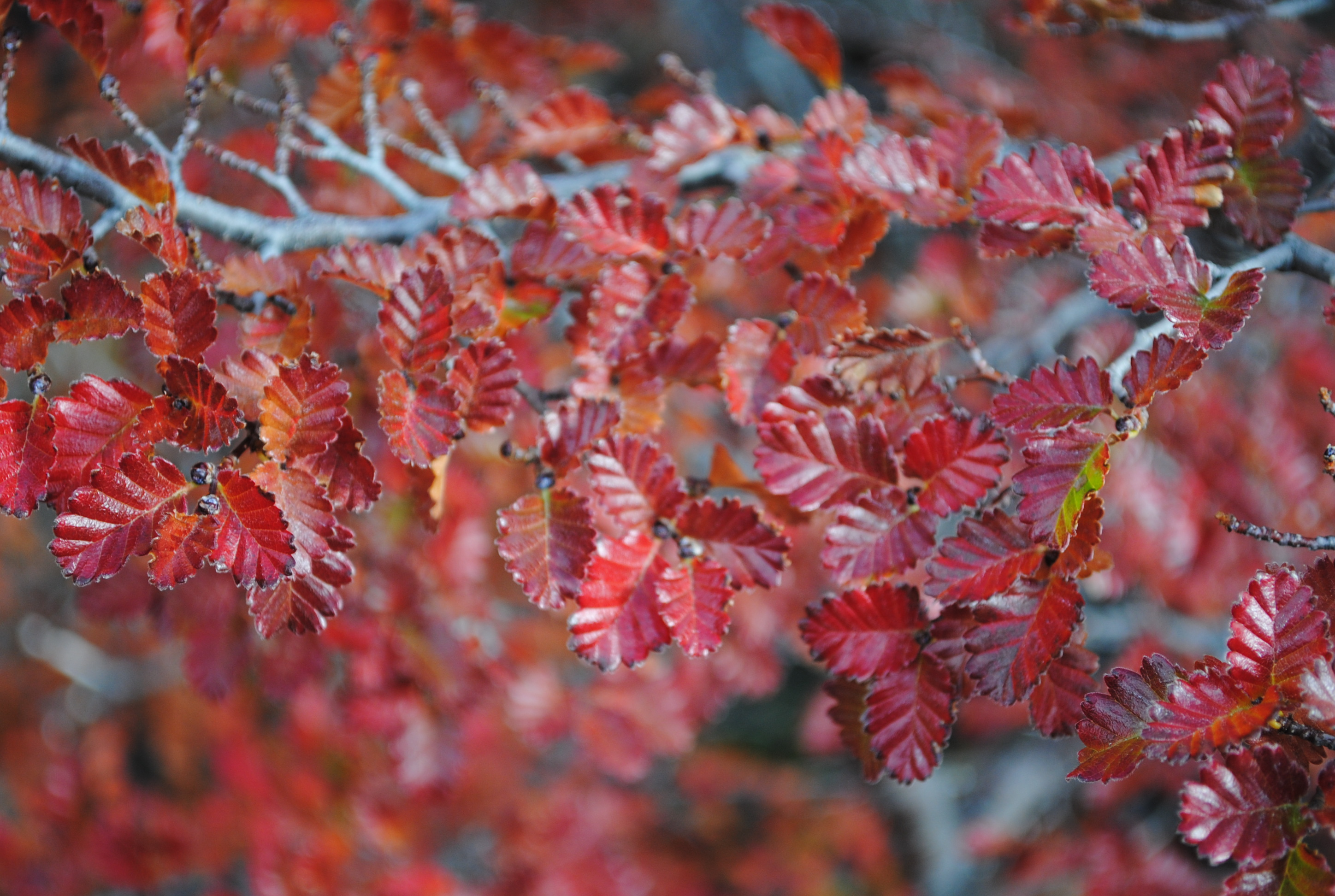
Foglie di N. pumilio in autunno

Secondo l'Enciclopedia de la Flora Chilena cresce fino ai 30 m di altezza e raggiunge un diametro massimo di 1,5 m (cioè circa 4,7 m di circonferenza); Bridges, riguardo alla Terra del Fuoco, scrive che raramente superavano i 15 m di altezza e i 2,5 di circonferenza (cioè 0,8 m di diametro, anche se in seguito afferma che, in media, al massimo sviluppo il loro diametro è di 0,3 m o poco più).
Le foglie sono ellittiche, dentate, verdi scure, con margine lobato e di circa 2–4 cm di lunghezza. In autunno assumono una colorazione rossastra. Il frutto consiste in una piccola noce, di 7 cm di lunghezza massimi.

## Usi
Bridges racconta che i Selknam, per i loro archi, usavano sempre questo tipo di faggio, tagliandone il tronco nel momento di massimo sviluppo; dato che, però, usavano solo il legno bianco immediatamente sotto la corteccia, scartando quello rosso centrale, la ricerca di un albero sufficientemente provvisto di questa preziosa materia prima era molto lunga.
Bridges aggiunge che secondo lui gli indigeni del Paraguay e del Brasile, che disponevano di legno migliore e più elastico, costruivano archi che, per tecnica di lavorazione, erano inferiori a quelli selknam.